# Issaka Samaké
Issaka Samaké là một cầu thủ bóng đá người Mali, thi đấu ở vị trí hậu vệ cho Stade Malien.

## Sự nghiệp quốc tế
Vào tháng 1 năm 2014, huấn luyện viên Djibril Dramé, triệu tập anh vào đội hình Mali tham dự Giải vô địch bóng đá châu Phi 2014. Anh giúp đội bóng vào đến tứ kết nơi họ thất bại trước Zimbabwe với tỉ số 2-1.

### Bàn thắng quốc tế
Bàn thắng và kết quả của Mali được để trước.
| #  | Ngày                | Địa điểm                                        | Đối thủ      | Bàn thắng | Kết quả | Giải đấu                                    |
| -- | ------------------- | ----------------------------------------------- | ------------ | --------- | ------- | ------------------------------------------- |
| 1. | 27 tháng 7 năm 2019 | Sân vận động Lino Correia, Bissau, Guiné-Bissau | Guiné-Bissau | 3–0       | 4–0     | Vòng loại African Nations Championship 2020 |
| 2. | 20 tháng 1 năm 2021 | Sân vận động Ahmadou Ahidjo, Yaoundé, Cameroon  | Burkina Faso | 1–1       | 1–1     | African Nations Championship 2020           |